# Parthenon (Nashville)

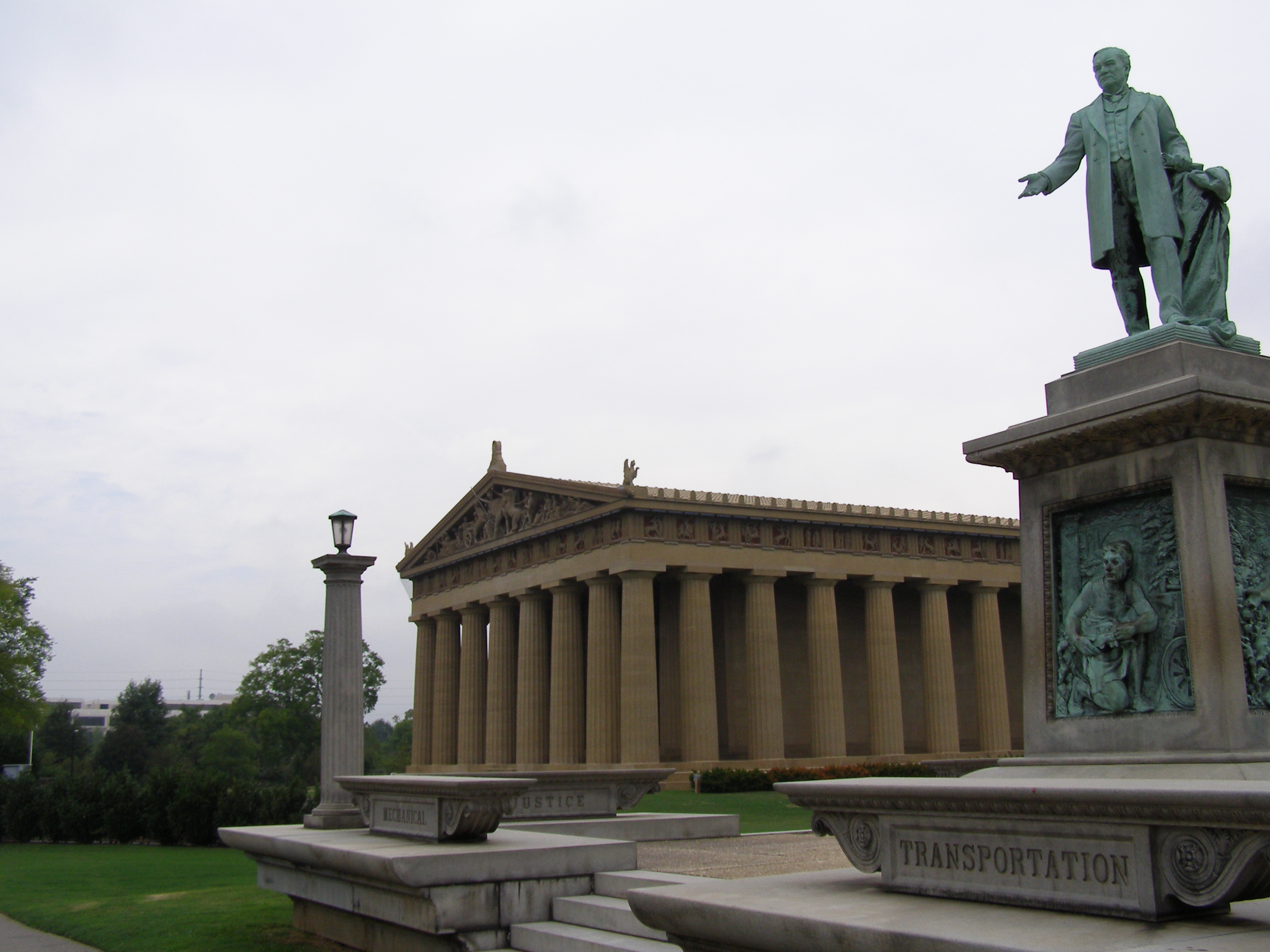
Der Parthenon in Nashville

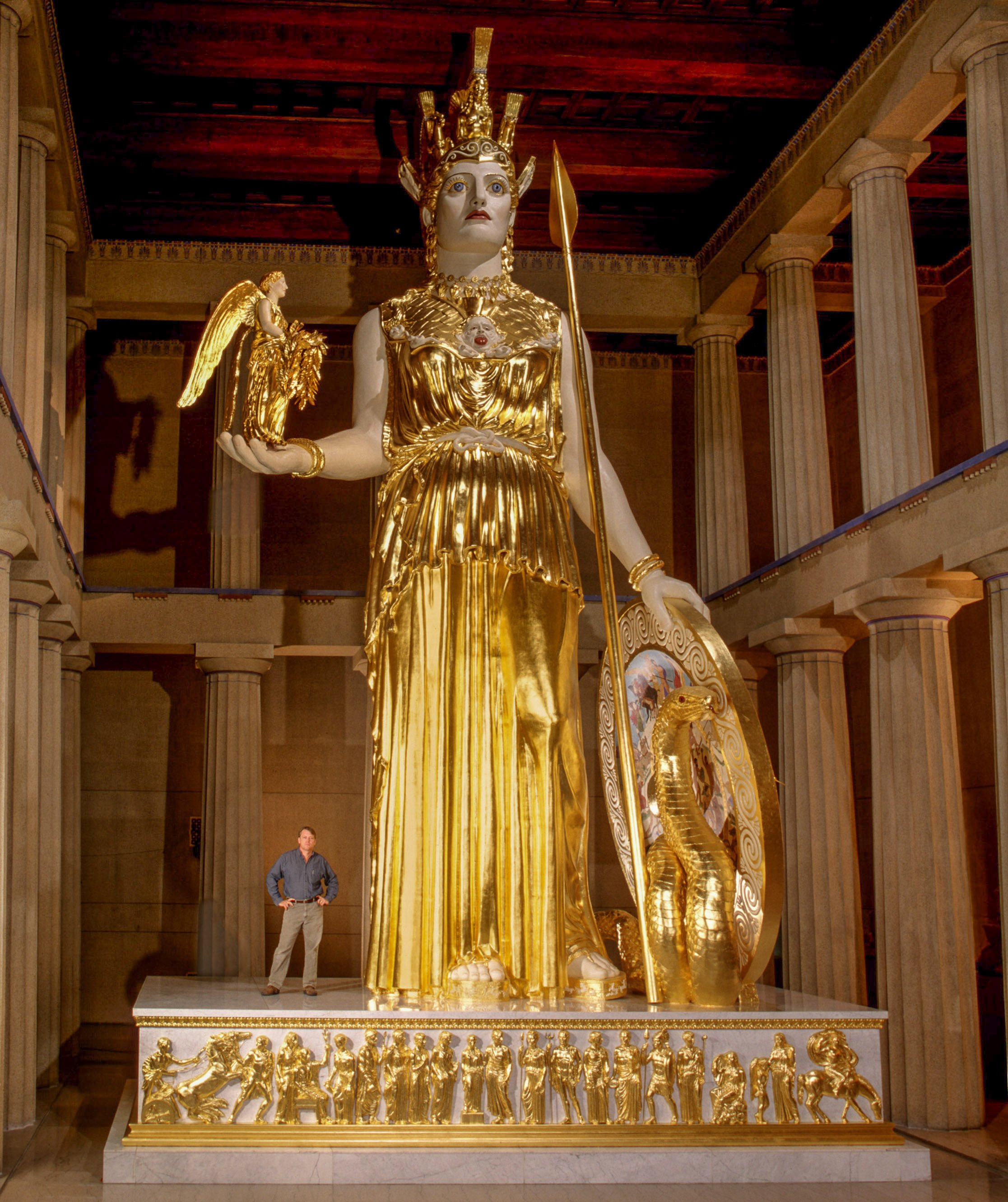
Nachbildung der antiken Statue der Athena Parthenos

Der Parthenon im Centennial Park von Nashville, Tennessee ist ein detailgetreuer Nachbau des antiken griechischen Parthenon-Tempels in Athen. 
Er wurde 1897 für die Tennessee Centennial and International Exposition als vergängliche Ausstellungsarchitektur aus Gips, Holz und Ziegeln geschaffen und wegen seiner großen Beliebtheit 1920 bis 1931 in dauerhaften Materialien – hauptsächlich Beton – neu errichtet. In fachlicher Hinsicht wurde dieser Neubau maßgeblich von dem Archäologen und Parthenonforscher William Bell Dinsmoor begleitet. Im Inneren befindet sich, neben einem Kunstmuseum mit Werken des 19. und 20. Jahrhunderts, seit 1990 auch eine Nachbildung der Statue der Athena Parthenos von Alan LeQuire.
Im Sommer dient der Parthenon des „Athens des Südens“ als Kulisse für Freilichtaufführungen von Werken des Euripides und anderer antiker Autoren. Der Parthenon ist eingeschrieben im National Register of Historic Places in Tennessee. Dort wurde auch 2010 eine Szene aus dem Film Percy Jackson - Diebe im Olymp gedreht.